# Jezioro Turkusowe (Konin)
Jezioro Turkusowe – sztuczne jezioro poprzemysłowe w Polsce, położone w województwie wielkopolskim, na pograniczu Konina i gminy Kazimierz Biskupi w powiecie konińskim.

## Charakterystyka
Według regionalizacji fizycznogeograficznej Polski akwen położony jest na obszarze Pojezierza Żnińsko-Mogileńskiego.
Ma zielonkawo-niebieską barwę, od której wzięła się jego nazwa. Jest pozostałością po odkrywce węgla brunatnego „Gosławice” Kopalni Węgla Brunatnego Konin. Jezioro powstało w latach 70. XX w., gdy wyrobisko zostało zalane wodą. Do jeziora odprowadzane były odpady z elektrowni, a w wyniku ich mineralizacji woda przybrała turkusowy kolor. Kąpiel w zbiorniku jest zabroniona z powodu silnie zasadowego odczynu wody.